# Рать

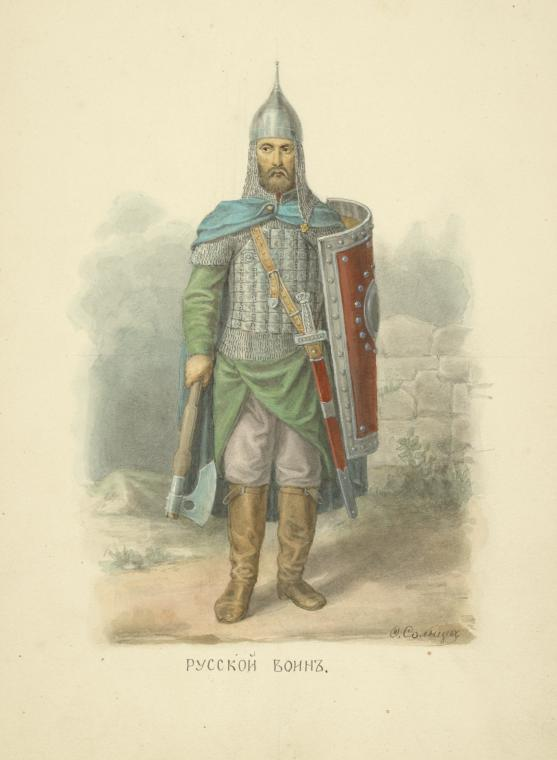
Руський воїн

Рать — назва війська, дружини, збройного загону, ополчення, а також війни у Київській Русі та Московському царстві.
У сучасній мові може урочисто позначати військо або загін, армію, збройні сили, війну, а також у переносному значенні — велику кількість чого-небудь.